# Місато (Сайтама, Кодама)

36°10′38″ пн. ш. 139°10′53″ сх. д. / 36.17722° пн. ш. 139.18139° сх. д.
Міса́то (яп. 美里町, みさとまち, МФА: [mʲisato mat͡ɕi̥]) — містечко в Японії, в повіті Кодама префектури Сайтама. Станом на 1 жовтня 2008 площа містечка становила 33,48 км². Станом на 1 січня 2009 населення містечка становило 11 791 осіб.